# Misao Tamai
Misao Tamai (japonsko 玉井 操), japonski nogometaš, * 16. december 1903, Hjogo, Japonska, † 23. december 1978.
Za japonsko reprezentanco je odigral dve uradni tekmi.